# 大阪府立布施高等学校
大阪府立布施高等学校（おおさかふりつ ふせこうとうがっこう、英: Osaka Prefectural Fuse High School）は、大阪府東大阪市下小阪三丁目にある府立高等学校。略称は「ふせこう」または、「ふせたか」。

## 概要
大阪府が最後に設置した旧制中学校、大阪府立第十七中学校として1942年に創立。1948年の学制改革により新制高等学校に改編され、定時制課程を設置。全日制・定時制とも普通科を設置している。

### 全日制課程
1995年に2学期制を導入したが、2016年に3学期制に戻した。1970年代以降は私服通学可能となっているが、2015年度から新たな標準服が制定され、考査中または、始業式や終業式等の式典時には着用が義務付けられるようになった（平常時は私服通学可能）。
従来、校歌はなく自治会歌が校歌代わりとなっていたが、1992年に校歌が制定された。

### 定時制課程
1948年に設置され、2005年より単位制・2学期制へと改編されている。定時制の修業年限は4年であるが、通信制高等学校との併修システムにより3年で卒業できる制度を導入している。1年次は3年制コース・4年制コースの区別はなく共通の授業を受けるが、2年進級時に生徒の希望などを判断して3年制コース・4年制コースに分かれ、3年での卒業希望者は通信科目の授業を受講することになる。

## 沿革
1942年に大阪府立第十七中学校として創立、大阪府立高津中学校（現在の大阪府立高津高等学校）にて開校式・入学式を挙行、大阪府立航空工業学校（のちの大阪府立布施工科高等学校）内に仮校舎を設置して授業を開始した。1943年に大阪府立布施中学校と改称。1945年の戦時教育令により授業停止となった布施市八戸ノ里国民学校高等科の校舎を借用し移転（現在地）。1948年に布施市（現在の東大阪市）から敷地・校舎を買収して現在の校地が確定、学制改革により新制高等学校に改編され、大阪府立布施高等学校と改称した。
大阪府は旧制中学校（男子校）と高等女学校（女子校）をそれぞれ17校ずつ計34校を設置しており、新制高等学校に改編する際、うち32校は生徒を交流させて男女共学を実施したが、本校と大阪府立黒山高等女学校（現在の大阪府立登美丘高等学校）の2校は交流する学校が近隣になかったため、それぞれ女子生徒・男子生徒を入学試験で新規募集して男女共学を実施した。
大阪府が設置した旧制中学校17校のうち茨木と池田を除く15校は、旧制中学校の「中」の文字に見立てた六稜を校章としていたが、新制高等学校への改編を期に三国丘、八尾、岸和田、四條畷、豊中、鳳は六稜の校章をやめて別の校章に変更し、北野、天王寺、市岡、富田林、今宮、高津、生野、住吉は六稜の校章を変更せずに受け継いだ。本校は六稜に「布」の文字を配した旧制中学校時代の校章をやめて、6本の線分のうち4本を太線にして「フセ」を表した六稜に「髙」の文字を配した新制高等学校の校章に変更、すなわち、意匠は異なるが六稜の校章であることに変わりはない唯一の事例となった。
1970年代・1980年代までは3年間クラス替えなし、修学旅行なし（HR合宿の実施）、オリエンテーション、学園祭、総括継承などで「縦割り」と呼ばれる1年から3年までの同組番号のクラス合同の活動などをおこなう、ユニークな校風だった。

### 年表
- 1942年 - 大阪府立第十七中学校として開校。
- 1943年 - 大阪府立布施中学校と改称。
- 1945年 - 現在地に移転。
- 1948年 - 学制改革により、大阪府立布施高等学校となる。定時制課程を設置。
- 1974年 - この年入学の1年生より、「3年間クラス替えなし」とする（1989年度入学生まで）。
- 1995年 - 全日制で2学期制を導入。
- 2005年 - 定時制を単位制・2学期制に改編。
- 2013年 - 全日制にアドバンストコースを導入。
- 2016年 - 全日制で3学期制を導入。

## 出身者
- 西野陽 - 衆議院議員
- 寒河江弘 - フィギュア作家
- 吉見由香 - フリーアナウンサー
- 大山健太郎 - アイリスオーヤマ会長、東北経済連合会副会長
- せいや - 霜降り明星（お笑いコンビ）
- 坂口愛 - 元ボートレーサー

## 交通
- 近鉄奈良線八戸ノ里駅 南へ約200m。